# Nouvelle-Aquitaine Future Series 2022
Die Nouvelle-Aquitaine Future Series 2022 im Badminton fand vom 25. bis zum 28. August 2022 in Pessac statt. Es war die erste Auflage der Turnierserie.

## Medaillengewinner
| Disziplin    | Gold                                      | Silber                               | Bronze                           |
| ------------ | ----------------------------------------- | ------------------------------------ | -------------------------------- |
| Herreneinzel | Lim Ming Hong                             | Valentin Singer                      | Grégoire Deschamp                |
| Herreneinzel | Lim Ming Hong                             | Valentin Singer                      | Panitchaphon Teeraratsakul       |
| Dameneinzel  | Vũ Thị Anh Thư                            | Milena Schnider                      | Frederikke Lund                  |
| Dameneinzel  | Vũ Thị Anh Thư                            | Milena Schnider                      | Wang Pei-yu                      |
| Herrendoppel | Peeratchai Sukphun Pakkapon Teeraratsakul | Lai Po-yu Tsai Fu-cheng              | Joel Hansson Melker Bexell       |
| Herrendoppel | Peeratchai Sukphun Pakkapon Teeraratsakul | Lai Po-yu Tsai Fu-cheng              | Kenji Lovang Léo Rossi           |
| Damendoppel  | Ronak Olyaee Nathalie Wang                | Beatriz Corrales Paula Lopez         | Lee Yu-hsuan Wang Pei-yu         |
| Damendoppel  | Ronak Olyaee Nathalie Wang                | Beatriz Corrales Paula Lopez         | Marie Cesari Lilou Schaffner     |
| Mixed        | Emil Lauritzen Signe Schulz               | Ludwig Axelsson Jessica Silvennoinen | Lecerf Corentin Lorraine Baumann |
| Mixed        | Emil Lauritzen Signe Schulz               | Ludwig Axelsson Jessica Silvennoinen | Jordan Corvée Héloïse Le Moulec  |